# Koppány (prénom)
Koppány est un prénom hongrois masculin.

## Étymologie
Le mot d'origine turque désigne une personne forte ou puissante.

## Fête
Les "Koppány" se fêtent le 8 octobre, mais parfois aussi le 20 juin, le 9 juillet ou le 23 octobre.